# Rakkeby (Hjørring Kommune)
 For alternative betydninger, se Rakkeby. (Se også artikler, som begynder med Rakkeby)
Rakkeby er en lille landsby i Vendsyssel med 209 indbyggere  (2024), beliggende i Rakkeby Sogn ca. 8 kilometer syd/sydvest for Hjørring. Landsbyen hører til Hjørring Kommune og ligger i Region Nordjylland.
Foruden en kirke, har landsbyen også en spejdergård og et forsamlingshus. Rakkebys skole lukkede i 2011. I udkanten af landsbyen findes en nedlagt sandgrav, hvor Rakkeby Friluftsteater holder til. Her er der hver år siden sidst i fyrrene blevet spillet amatørteater.
Der har boet mennesker omkring Rakkeby helt tilbage i vikingetiden. Mange ting vidner om dette. Selve bynavnet kommer fra det gamle ord for hund – Rakki. Vikingehøvdingene havde ofte hunde afbildet på deres skjolde, og da Rakkeby Kirke er større end de andre kirker i området, kan dette betyde, at der her engang har ligget et vikingeherresæde. Rakkeby Kirke har tidligere haft et tårn, som nu er nedbrudt.